# Drosophila uniseriata
Drosophila uniseriata este o specie de muște din genul Drosophila, familia Drosophilidae, descrisă de Hardy și Kaneshiro în anul 1968. Conform Catalogue of Life specia Drosophila uniseriata nu are subspecii cunoscute.